# Franz-Josef Pauly
Franz-Josef „Jumbo“ Pauly (* 16. September 1949 in Cochem; † 9. Januar 2025) war ein deutscher Fußballspieler.

## Sportliche Laufbahn
Pauly begann seine Karriere im Feld bei der SpVgg Cochem, bevor er bei Germania Metternich zum Torwart umgeschult wurde und von dort zum TSV 1860 München wechselte. Für die Löwen bestritt er in der Saison 1969/70 vier Bundesliga-Spiele. Nach dem Abstieg wechselte er für ein Jahr zur SpVgg Cochem. 1971 kehrte er in die Bundesliga zurück und spielte für Hannover 96 und wurde dort zum Publikumsliebling. Für die Niedersachsen kam er bis zum Jahre 1977 auf 94 Bundesligaspiele und, da man zwischenzeitlich auch zweimal abstieg, zusätzlich auf 66 Zweitligaspiele. 
Von 1977 bis 1982 spielte er für Fortuna Köln und kam in dieser Zeit auf 163 Zweitligaspiele. Der gelernte Kfz-Mechaniker beendete danach seine Karriere und betrieb in Müllheim im Breisgau ein Tenniscenter.